# Анісімов Артем Олексійович
Арте́м Олексі́йович Ані́сімов (рос. Артём Алексеевич Анисимов; 24 травня 1988, м. Ярославль, СРСР) — російський хокеїст, центральний нападник. Майстер спорту міжнародного класу.
Вихованець хокейної школи «Локомотив» (Ярославль), перший тренер — Володимир Вікторович Собровін. Виступав за «Локомотив» (Ярославль), «Гартфорд Вулф Пек» (АХЛ), «Нью-Йорк Рейнджерс», «Колумбус Блю-Джекетс».
В чемпіонатах НХЛ — 771 матч (180+196), у турнірах Кубка Стенлі — 43 матчі (8+9).
У складі національної збірної Росії учасник зимових Олімпійських ігор 2014 (5 матчів, 0+0); учасник чемпіонатів світу 2010, 2013, 2014 і 2015 (37 матчів, 3+9). У складі молодіжної збірної Росії учасник чемпіонатів світу 2007 і 2008. У складі юніорської збірної Росії учасник чемпіонату світу 2006.
4 жовтня 2024 року на своїй сторінці в соціальній мережі Instagram, Анісімов повідомив про завершення хокейної кар'єри.
Досягнення
- Чемпіон світу (2014), срібний призер (2010, 2015)
- Срібний призер молодіжного чемпіонату світу (2007), бронзовий призер (2008).